# Единство (футбольный клуб, Биело-Поле)
«Единство» (черног. Фудбалски клуб Јединство Бијело Поље/Fudbalski klub Jedinstvo Bijelo Polje) — черногорский футбольный клуб из города Биело-Поле. Выступает во Второй лиге.

## История
Основан в 1922 году. Домашние матчи проводит на стадионе «Градски», который вмещает 5 000 зрителей. В высшем дивизионе клуб дебютировал в сезоне 2005/06, приняв участие в последнем чемпионате Сербии и Черногории, и заняв в нём последнее 16-е место. На следующий год «Единство» участвовало в первом в истории чемпионате Черногории, но заняло в нём предпоследнее 11-е место и вылетело во вторую лигу. Через год клуб вернулся в высший дивизион, но вновь был аутсайдером чемпионата и заняв последнее 12-е место вновь вылетел во вторую лигу. По результатам сезона 2011/12 «Единство» в очередной раз завоевало право играть в высшем дивизионе.

## Текущий состав
| №  |                 | Поз. | Имя               | Год рождения |
| -- | --------------- | ---- | ----------------- | ------------ |
| 4  | Флаг Черногории | Защ  | Владан Гордич     | 1990         |
| 6  | Флаг Германии   | Защ  | Мирко Булатович   | 1997         |
| 7  | Флаг Черногории | ПЗ   | Миланко Драшкович | 1983         |
| 8  | Флаг Черногории | ПЗ   | Милисав Перошевич | 2002         |
| 10 | Флаг Черногории | ПЗ   | Драган Николич    | 1993         |
| 11 | Флаг Черногории | Нап  | Вук Вулевич       | 1995         |
| 12 | Флаг Черногории | Вр   | Горан Акович      | 2002         |
| 13 | Флаг Черногории | ПЗ   | Антон Мемчевич    | 1998         |
| 15 | Флаг Черногории | Нап  | Ален Поляк        | 1993         |
| 16 | Флаг Черногории | Защ  | Радуле Круланович | 1999         |
| 17 | Флаг Черногории | Защ  | Славко Мердович   | 1992         |
| 19 | Флаг Черногории | Защ  | Марко Бугарин     | 1999         |
| 21 | Флаг Черногории | ПЗ   | Андрей Цвийович   | 2001         |

| №  |                 | Поз. | Имя                 | Год рождения |
| -- | --------------- | ---- | ------------------- | ------------ |
| 23 | Флаг Черногории | Нап  | Орхан Хайрович      | 1996         |
| 24 | Флаг Черногории | Защ  | Харис Банда         | 1993         |
| 26 | Флаг Черногории | Нап  | Эникс Криешторац    | 1999         |
| 29 | Флаг США        | Нап  | Джон Джордж Риплогл | 1996         |
| 30 | Флаг Черногории | ПЗ   | Адис Музурович      | 1997         |
| 31 | Флаг Черногории | ПЗ   | Джёрджие Цвийович   |              |
| 32 | Флаг Черногории | ПЗ   | Дженан Рамович      | 1998         |
| 33 | Флаг Черногории | Нап  | Алдин Мушович       | 2002         |
| 37 | Флаг Черногории | ПЗ   | Мирза Идризович     | 1997         |
| 55 | Флаг Черногории | Защ  | Срджан Шчепанович   | 1994         |
| 71 | Флаг Черногории | Вр   | Рияд Джафич         | 2000         |
|    | Флаг Сербии     | Защ  | Милош Николич       | 1994         |
|    | Флаг Гаити      | Защ  | Эжен Пен            | 1995         |